# Fußball-Bezirksliga Neubrandenburg 1960
Die Fußball-Bezirksliga Neubrandenburg 1960 war die neunte Austragung der vom Bezirksfachausschuss (BFA) Fußball Neubrandenburg durchgeführten Bezirksliga Neubrandenburg. Sie war die höchste Spielklasse im Bezirk Neubrandenburg und die vierthöchste im Ligasystem auf dem Gebiet des DFV.
Die BSG Lokomotive Waren-Rethwisch (Sieger der Staffel 2) sicherte sich durch zwei Siege in den Finalspielen gegen die BSG Stahl Torgelow (Sieger der Staffel 1) ihren dritten Bezirksmeistertitel und kehrte nach zwei Spielzeiten in die übergeordnete II. DDR-Liga zurück.
In eine der untergeordneten Bezirksklassestaffeln stiegen jeweils nach dreijähriger Zugehörigkeit die BSG Einheit Strasburg aus der Staffel 1 und die BSG Traktor Dargun aus der Staffel 2 ab. Da die Bezirksligastaffeln zur Folgesaison auf 14 Mannschaften aufgestockt wurden, stiegen zehn Mannschaften aus den vier Bezirksklassestaffeln auf. Aus der II. DDR-Liga kam der Vorjahresaufsteiger BSG Einheit Teterow hinzu.

## Staffel 1

### Abschlusstabelle
| Pl. | Mannschaft                      | Sp. | S  | U | N  | Tore    | Diff. | Punkte |
| --- | ------------------------------- | --- | -- | - | -- | ------- | ----- | ------ |
| 1.  | BSG Stahl Torgelow              | 18  | 12 | 3 | 3  | 044:190 | +25   | 27:90  |
| 2.  | BSG Lokomotive Pasewalk         | 18  | 12 | 3 | 3  | 042:260 | +16   | 27:90  |
| 3.  | SG Dynamo Löcknitz              | 18  | 9  | 6 | 3  | 046:310 | +15   | 24:12  |
| 4.  | BSG Einheit Ueckermünde         | 18  | 7  | 8 | 3  | 037:260 | +11   | 22:14  |
| 5.  | ASG Vorwärts Eggesin-Karpin (N) | 18  | 8  | 5 | 5  | 048:310 | +17   | 21:15  |
| 6.  | BSG Lokomotive Prenzlau         | 18  | 5  | 7 | 6  | 031:360 | −5    | 17:19  |
| 7.  | BSG Empor Anklam                | 18  | 7  | 1 | 10 | 044:460 | −2    | 15:21  |
| 8.  | BSG Einheit Templin             | 18  | 4  | 3 | 11 | 024:400 | −16   | 11:25  |
| 9.  | SG Dynamo Pasewalk (N)          | 18  | 2  | 4 | 12 | 024:500 | −26   | 08:28  |
| 10. | BSG Einheit Strasburg           | 18  | 3  | 2 | 13 | 031:660 | −35   | 08:28  |

| (N) Aufsteiger aus der Bezirksklasse 1959 |

### Kreuztabelle
Die Kreuztabelle stellt die Ergebnisse aller Spiele dieser Saison dar. Die Heimmannschaft ist in der linken Spalte aufgelistet und die Gastmannschaft in der obersten Reihe.
| Bezirksliga Neubrandenburg Staffel 1 13. März 1960 – __. Oktober 1960 | Bezirksliga Neubrandenburg Staffel 1 13. März 1960 – __. Oktober 1960 | BSG Stahl Torgelow | BSG Lokomotive Pasewalk | LÖK | BSG Einheit Ueckermünde | ASG Vorwärts Eggesin-Karpin | BSG Lokomotive Prenzlau | BSG Empor Anklam | TP  | PW  | SBG |
| --------------------------------------------------------------------- | --------------------------------------------------------------------- | ------------------ | ----------------------- | --- | ----------------------- | --------------------------- | ----------------------- | ---------------- | --- | --- | --- |
| 01.                                                                   | BSG Stahl Torgelow                                                    |                    | 6:0                     | 0:3 | 0:0                     | 1:1                         | 3:3                     | 2:3              | 2:0 | 2:1 | 9:0 |
| 02.                                                                   | BSG Lokomotive Pasewalk                                               | 2:0                |                         | 3:2 | 0:0                     | 1:2                         | 4:2                     | 3:2              | 3:1 | 5:0 | 2:0 |
| 03.                                                                   | SG Dynamo Löcknitz                                                    | 2:3                | 0:0                     |     | 2:2                     | 3:1                         | 3:2                     | 6:1              | 3:1 | 3:2 | 3:3 |
| 04.                                                                   | BSG Einheit Ueckermünde                                               | 0:2                | 1:2                     | 5:3 |                         | 1:1                         | 3:1                     | 1:0              | 3:1 | 3:1 | 5:0 |
| 05.                                                                   | ASG Vorwärts Eggesin-Karpin                                           | 0:1                | 1:3                     | 0:0 | 3:3                     |                             | 1:2                     | 4:2              | 3:1 | 6:2 | 9:2 |
| 06.                                                                   | BSG Lokomotive Prenzlau                                               | 1:2                | 0:2                     | 1:1 | 1:1                     | 2:2                         |                         | 1:1              | 2:0 | 3:1 | 3:2 |
| 07.                                                                   | BSG Empor Anklam                                                      | 1:3                | 3:2                     | 1:2 | 5:2                     | 1:3                         | 6:1                     |                  | 0:2 | 4:2 | 3:1 |
| 08.                                                                   | BSG Einheit Templin                                                   | 1:2                | 2:5                     | 2:2 | 1:1                     | 3:1                         | 1:1                     | 3:6              |     | 0:1 | 2:1 |
| 09.                                                                   | SG Dynamo Pasewalk                                                    | 0:3                | 1:1                     | 2:3 | 1:1                     | 1:5                         | 2:2                     | 4:3              | 1:2 |     | 1:3 |
| 10.                                                                   | BSG Einheit Strasburg                                                 | 1:3                | 3:4                     | 2:5 | 2:5                     | 2:5                         | 1:3                     | 4:2              | 3:1 | 1:1 |     |

## Staffel 2

### Abschlusstabelle
| Pl. | Mannschaft                         | Sp. | S  | U | N  | Tore    | Diff. | Punkte |
| --- | ---------------------------------- | --- | -- | - | -- | ------- | ----- | ------ |
| 1.  | BSG Lokomotive Waren-Rethwisch     | 18  | 13 | 3 | 2  | 056:260 | +30   | 29:70  |
| 2.  | BSG Empor Neustrelitz (A)          | 18  | 13 | 2 | 3  | 061:210 | +40   | 28:80  |
| 3.  | ASK Vorwärts Neubrandenburg II (N) | 18  | 12 | 3 | 3  | 067:210 | +46   | 27:90  |
| 4.  | BSG Fortschritt Malchow            | 18  | 10 | 1 | 7  | 043:270 | +16   | 21:15  |
| 5.  | BSG Demminer Verkehrsbetriebe      | 18  | 8  | 3 | 7  | 038:390 | −1    | 19:17  |
| 6.  | BSG Lokomotive Malchin             | 18  | 8  | 2 | 8  | 041:360 | +5    | 18:18  |
| 7.  | BSG Empor Friedland                | 18  | 4  | 4 | 10 | 040:540 | −14   | 12:24  |
| 8.  | BSG Traktor Nossentiner Hütte (N)  | 18  | 5  | 0 | 13 | 035:650 | −30   | 10:26  |
| 9.  | BSG Traktor Burg Stargard          | 18  | 4  | 2 | 12 | 025:660 | −41   | 10:26  |
| 10. | BSG Traktor Dargun                 | 18  | 2  | 2 | 14 | 025:760 | −51   | 06:30  |

| (A) Absteiger aus der II. DDR-Liga 1959   |
| (N) Aufsteiger aus der Bezirksklasse 1959 |

### Kreuztabelle
Die Kreuztabelle stellt die Ergebnisse aller Spiele dieser Saison dar. Die Heimmannschaft ist in der linken Spalte aufgelistet und die Gastmannschaft in der obersten Reihe.
| Bezirksliga Neubrandenburg Staffel 2 13. März 1960 – __. Oktober 1960 | Bezirksliga Neubrandenburg Staffel 2 13. März 1960 – __. Oktober 1960 | BSG Lokomotive Waren-Rethwisch | NZ  | ASK Vorwärts Neubrandenburg II | BSG Fortschritt Malchow | BSG Demminer Verkehrsbetriebe | BSG Lokomotive Malchin | FRL | NH  | BST  | DAR |
| --------------------------------------------------------------------- | --------------------------------------------------------------------- | ------------------------------ | --- | ------------------------------ | ----------------------- | ----------------------------- | ---------------------- | --- | --- | ---- | --- |
| 01.                                                                   | BSG Lokomotive Waren-Rethwisch                                        |                                | 1:1 | 5:3                            | 0:0                     | 3:1                           | 3:1                    | 2:0 | 3:2 | 8:2  | 4:2 |
| 02.                                                                   | BSG Empor Neustrelitz                                                 | 2:1                            |     | 2:1                            | 2:0                     | 2:1                           | 1:4                    | 8:1 | 6:1 | 11:0 | 8:1 |
| 03.                                                                   | ASK Vorwärts Neubrandenburg II                                        | 4:0                            | 3:1 |                                | 3:1                     | 2:0                           | 6:0                    | 6:0 | 7:2 | 3:1  | 9:0 |
| 04.                                                                   | BSG Fortschritt Malchow                                               | 1:2                            | 1:2 | 3:0                            |                         | 3:0                           | 2:0                    | 6:0 | 2:1 | 6:1  | 0:1 |
| 05.                                                                   | BSG Demminer Verkehrsbetriebe                                         | 0:6                            | 3:1 | 1:1                            | 3:2                     |                               | 3:0                    | 3:3 | 3:0 | 7:3  | 1:1 |
| 06.                                                                   | BSG Lokomotive Malchin                                                | 2:2                            | 0:0 | 0:2                            | 2:4                     | 2:1                           |                        | 2:0 | 7:1 | 5:1  | 5:1 |
| 07.                                                                   | BSG Empor Friedland                                                   | 2:3                            | 0:2 | 1:1                            | 5:1                     | 2:4                           | 4:2                    |     | 3:1 | 2:2  | 9:1 |
| 08.                                                                   | BSG Traktor Nossentiner Hütte                                         | 2:7                            | 0:4 | 0:7                            | 2:3                     | 5:1                           | 1:4                    | 4:3 |     | (1)  | 9:1 |
| 09.                                                                   | BSG Traktor Burg Stargard                                             | 0:3                            | 1:5 | 1:1                            | 3:5                     | 0:2                           | 2:4                    | 2:1 | 3:2 |      | 2:1 |
| 10.                                                                   | BSG Traktor Dargun                                                    | 1:3                            | 2:3 | 3:8                            | 0:3                     | 3:4                           | 2:1                    | 4:4 | 1:2 | 0:1  |     |

## Endspiele um die Bezirksmeisterschaft
Die beiden Staffelsieger ermittelten in Hin- und Rückspiel den Bezirksmeister.
| Datum                 | Sieger der Staffel 2           | Gesamt | Sieger der Staffel 1 | Hinspiel | Rückspiel |
| --------------------- | ------------------------------ | ------ | -------------------- | -------- | --------- |
| So 30.10. / So 06.11. | BSG Lokomotive Waren-Rethwisch | 9:3    | BSG Stahl Torgelow   | 5:0      | 4:3       |

## Aufsteiger zur Bezirksliga
Aufgrund der Aufstockung der Bezirksligastaffeln von zehn auf 14 Mannschaften zur Folgesaison, stiegen zehn Mannschaften aus den vier Bezirksklassestaffeln auf.
Staffel 1: BSG Traktor Mirow, SG Dynamo Röbel, BSG Lokomotive Waren-Rethwisch II
Staffel 2: BSG Traktor Jarmen, BSG Empor Altentreptow, BSG Traktor Lelkendorf
Staffel 3: BSG Aufbau Anklam, BSG Turbine Neubrandenburg II
Staffel 4: ASG Vorwärts Prenzlau, ASG Vorwärts Spechtberg